# 민비와 마검
민비와 마검(Minbi And Magic Sword)은 한국에서 제작된 임원식 감독의 1970년 액션 영화이다. 남궁원 등이 주연으로 출연하였고 우기동 등이 제작에 참여하였다.

## 출연

### 주연
- 남궁원
- 오수미

### 조연
- 고상미
- 황해
- 이낙훈
- 백일섭
- 김순철
- 사미자
- 전숙
- 황백
- 지방열
- 이예성
- 박병기
- 임해림
- 윤일주

## 제작진
- 제작총지휘: 국채완
- 제작본부장: 김정수
- 제작상무: 임병호
- 제작부장: 정경선
- 제작주임: 추병원
- 조명: 김윤덕
- 스틸: 최승화
- 스크립터: 고병식
- 음향: 최형래
- 사운드: 한양녹음실
- 미술: 송백규
- 의상: 김숙열
- 소품: 이월호
- 진행: 권봉주
- 현상: 칠광현상소